# Glenea astathiformis
Glenea astathiformis é uma espécie de escaravelho da família Cerambycidae. Foi descrita por Stephan von Breuning em 1958.  É conhecida a sua existência em Laos, Índia, China, e Nepal.  Contém as variedades Glenea astathiformis var. viridicoerulea.